# Boulevard de Stalingrad (Ivry-sur-Seine et Vitry-sur-Seine)
Pour les articles homonymes, voir Boulevard de Stalingrad.
Le boulevard de Stalingrad est un axe majeur d'Ivry-sur-Seine et de Vitry-sur-Seine. 

## Situation et accès

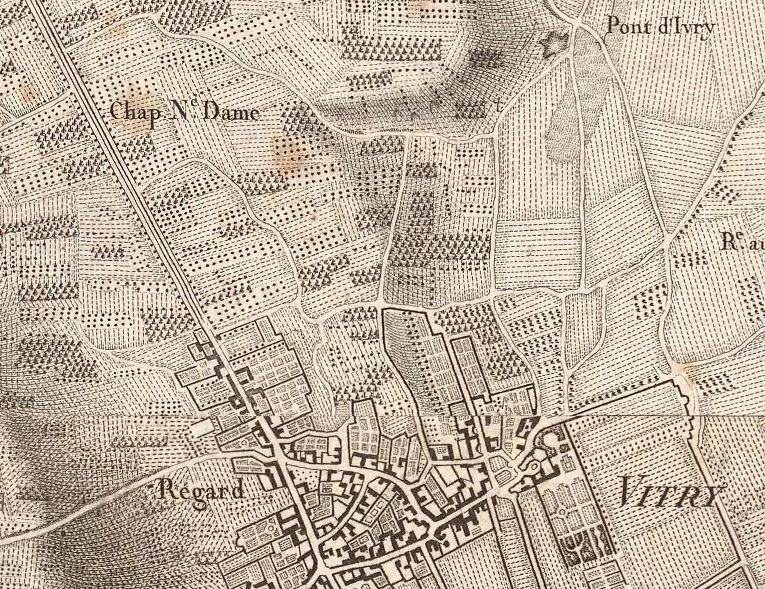
Vitry sur la carte des Chasses du Roi. Une chapelle Notre-Dame y est visible à l'emplacement supposé de l'église Saint-Jean-Baptiste du Plateau, et pourrait être la chapelle Notre-Dame-des-Anges mentionnée par l'abbé Lebeuf en 1757.

Le boulevard de Stalingrad emprunte le tracé de l'ancienne route de Choisy, visible sur la carte de Cassini et la carte des Chasses du Roi, réalisées au XVIIIe. Cette route menait de Paris à Choisy-le-Roi, et fut pavée en 1750.
Il suit actuellement la route départementale 5, anciennement route nationale 305.
Commençant au carrefour de la rue Henri-Martin et de la rue Michelet, son côté est fait partie de la commune de Vitry-sur-Seine, au sud de la rue Gagnée. Ensuite de quoi il passe le croisement de la rue Ludwig-van-Beethoven et de la rue de la Concorde, qui a donné son nom au quartier, et se termine au droit de la rue Charles-Infroit, dans l'axe de l'avenue Eugène-Pelletan.
Il est accessible par la ligne 9 du tramway d'Île-de-France qui le parcourt sur toute sa longueur.

## Origine du nom
Son nom fait référence à la bataille de Stalingrad qui se déroula du 19 septembre 1942 au 2 février 1943.

## Historique

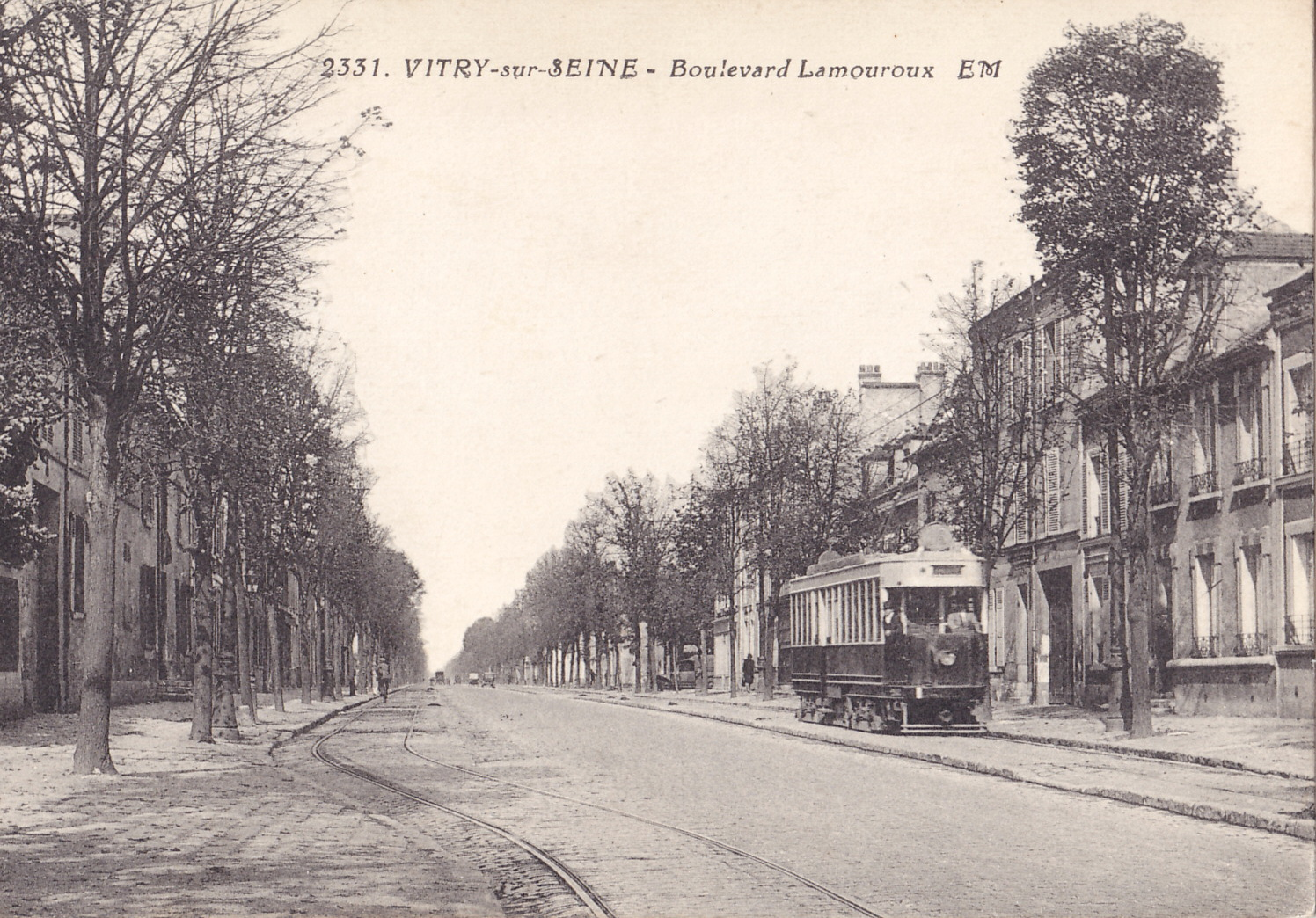
EM 2331 - Boulevard Lamouroux.

Cette voie de circulation s'appelait « boulevard Lamouroux », du nom de Pierre Lamouroux, maire de la ville. qui en 1861 équipa la commune de canalisations amenant l'eau courante à ses habitants. Elle garda ce toponyme jusqu'à la Libération de Paris quand le conseil municipal lui attribua son nom actuel.
Donnant sur le boulevard, se trouve encore une allée Pierre-Lamouroux qui pérennise le nom de cet édile.

## Bâtiments remarquables et lieux de mémoire
- Stade de Gournay.

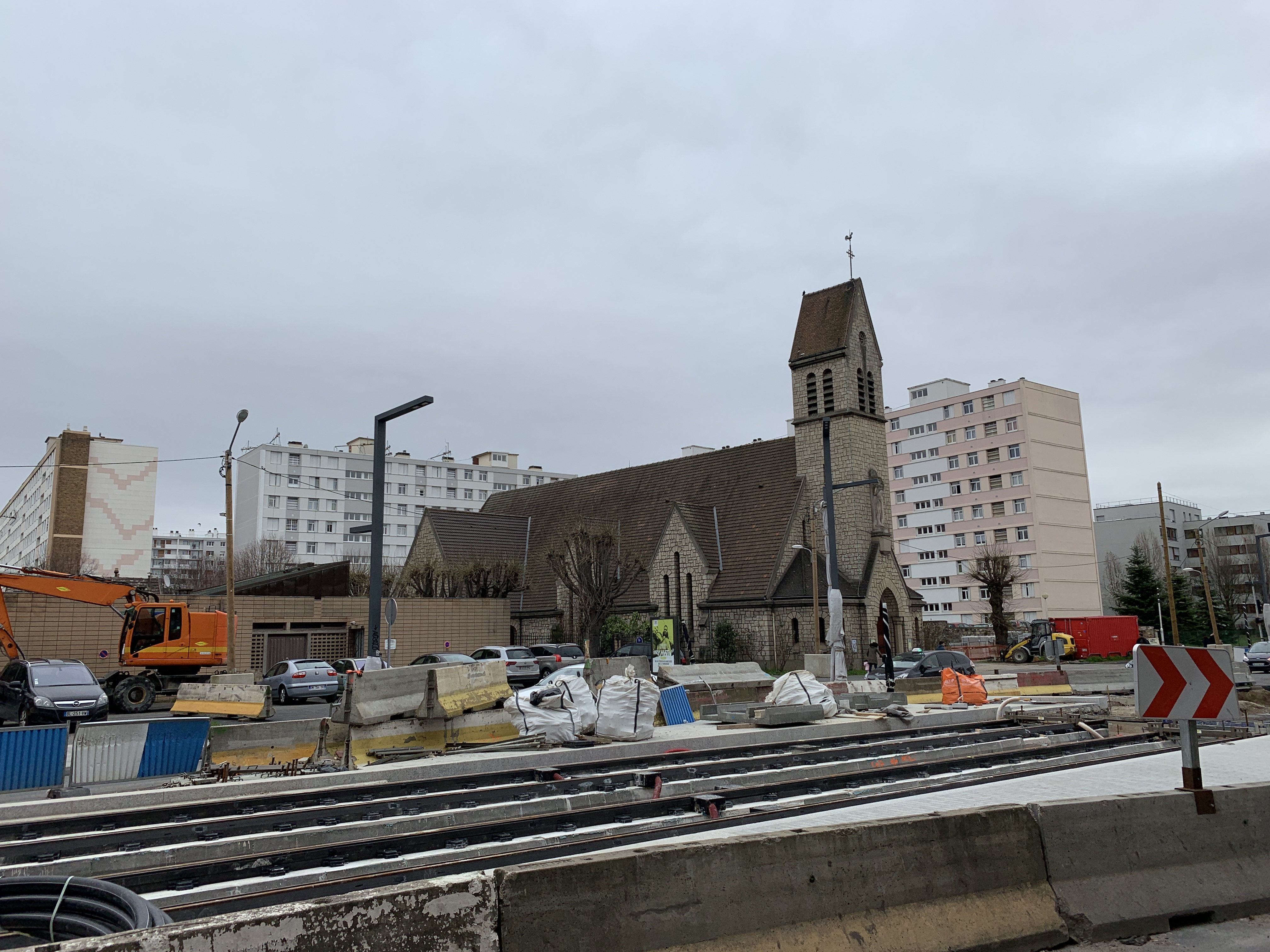
L'église Saint-Jean Baptiste-du-Plateau pendant les travaux du T9.

- Emplacement de la Manufacture d'Isolants et Objets Moulés (MIOM)[8],[9].
- Église Saint-Jean-Baptiste du Plateau, construite en 1935.
- Stade des Lilas.

Dans sa partie sud, cet axe de circulation est orné de nombreuses sculptures, œuvres d'artistes contemporains, à la suite de la politique culturelle, entamée par la commune de Vitry-sur-Seine dans les années 2010. On y remarque notamment:
- Sculpture « Orbite », Norman Dilworth, 2010[10].
- Sculpture « Désir-Rêve » de Jaume Plensa, 2011[11].
- Sculpture « Le pin noir d’eau triche » de Didier Marcel, réalisée en 2016 dans le cadre d’une commande publique pour le quartier Coteau-Malassis[12].